# Lennart van Lierop
Lennart van Lierop (* 20. Mai 1994 in Den Haag) ist ein niederländischer Ruderer. Der Olympiasieger von 2024 gewann bis 2023 bei Welt- und Europameisterschaften jeweils einmal Gold und Silber.

## Sportliche Karriere
Der 1,90 Meter große Ruderer gehört zur A.A.S.R. Skøll.
2014 trat er erstmals im Ruder-Weltcup an. Im gleichen Jahr belegte er bei den Weltmeisterschaften in Amstelveen den vierten Platz mit dem Leichtgewichts-Achter. Im Jahr darauf trat er bei den U-23-Weltmeisterschaften 2015 an und belegte den vierten Platz im Leichtgewichts-Einer. Nachdem er ein Jahr später bei den U-23-Weltmeisterschaften 2016 nur das C-Finale erreicht hatte, folgte eine mehrjährige Pause.
2019 kehrte er als Ruderer im Doppelzweier ohne Gewichtsbeschränkung in den Weltcup zurück. 2022 ruderte er bei den Europameisterschaften in München im niederländischen Achter und gewann die Silbermedaille mit viereinhalb Sekunden Rückstand auf den britischen Achter. Einen Monat später bei den Weltmeisterschaften in Račice u Štětí erreichte der niederländische Achter wieder den zweiten Platz, diesmal allerdings mit nur einer Sekunde Rückstand auf die Briten.
2023 begann Lennart van Lierop als Ruderer im Einer. Bei den Europameisterschaften 2023 in Bled gewann er den Titel vor dem griechischen Olympiasieger Stefanos Douskos und dem Deutschen Oliver Zeidler. Der niederländische Doppelvierer mit Finn Florijn, Simon van Dorp, Tone Wieten und Koen Metsemakers überquerte in Bled die Ziellinie hinter den Polen, Dritte wurden die Italiener. Drei Monate später bei den Weltmeisterschaften in Belgrad siegten im Doppelvierer Lennart van Lierop, Finn Florijn, Tone Wieten und Koen Metsemakers vor den Italienern und den Polen. Simon van Dorp ruderte im Einer und erkämpfte Silber hinter Oliver Zeidler. 2024 gab es bei den Olympischen Spielen in Paris den gleichen Einlauf wie in Belgrad, Lennart van Lierop, Finn Florijn, Tone Wieten und Koen Metsemakers gewannen vor den Italienern und den Polen. 